# Литвинова, Наталия Николаевна
Наталия Николаевна Литвинова (5 июля 1941 — 5 ноября 2012) — советская и российская актриса театра и эстрады, мастер художественного слова, Заслуженная артистка России (1995).

## Биография
Родилась в семье актёра и режиссёра Николая Владимировича Литвинова, мать была пианисткой в театре. Выступала в театре, на эстраде, особенно много работала на радио, вела на Всесоюзном радио передачи «Взрослым о детях», «Пионерская зорька», «Музыкальный глобус». Была мастером художественного слова, создала более 20 литературных программ и моноспектаклей, играла в радиопостановках Гостелерадио. Озвучивала книги (Л. Н. Толстой «Анна Каренина», С. Норка «Инквизитор», Э. Гиббон «История упадка и разрушения Римской империи», С. Шелдон «Интриганка», В. Головачёв «Чёрный человек», Н. Чернышевский «Что делать?» и др).
Была художественным руководителем студии «МедиаКнига».
Умерла 5 ноября 2012 года в Институте имени Н. В. Склифосовского в Москве. Похоронена на Ваганьковском кладбище рядом с отцом Николаем Владимировичем Литвиновым (37 участок).

### Семья
- Отец — актёр и режиссёр Николай Владимирович Литвинов (1907—1987), народный артист РСФСР.
- Сын — журналист и актёр Иван Николаевич Литвинов (р. 1978).

## Награды
- Заслуженная артистка России (1995).
- Дипломант и лауреат 3-х конкурсов артистов-чтецов.

## Творчество

### Радиоспектакли
- «Екатерина Великая. Начало»
- «Прострелено солнце! Дуэль и смерть Пушкина»
- «Поэты Серебряного века»
- «Братья Карамазовы»
- «Сказки народов мира»
- «Униженные и оскорблённые» — Наталья Николаевна
- «Я — человек» — Женни Маркс
- «Накануне» — Елена
- «Хитроумный Идальго Дон Кихот Ламанчский» — Экономка

### Фильмография
- 2007 Спецгруппа (фильм 4 «Точка разлома») — эпизод
- 2010 — Сердце матери — хозяйка квартиры
- 2011 — Зайцев+1 — эпизод
- 2011—2012 — Прокурорская проверка — тётя Поля, уборщица в прокуратуре (начальник хозяйственного отдела)[4]
- 2013 Марьина роща — мама Коляши

### Озвучивание

#### Мультфильмы
- 1980 — Всё дело в шляпе — Муми-мама
- 1981 — Лето в Муми-доле — Муми-мама
- 1983 — В Муми-дол приходит осень — Муми-мама

#### Компьютерные игры
- 1999 — Аллоды II: Повелитель душ
- 2001 — Pool of Radiance: Ruins of Myth Drannor
- 2002 — The Elder Scrolls III: Morrowind — данмеры-женщины, орки-женщины, Азура (в начальном и финальном ролике), Альмалексия
- 2002 — Syberia — Елена Романская, мать Кейт, Оливия, жена моряка на барже в Баррокштадте, садовница во Валадилене
- 2003 — Big Mutha Truckers — Ма Джексон
- 2004 — Космобаза — Тамми
- 2004 — Syberia 2 — мать Кейт, шаман племени юколов
- 2005 — Карлсон, который живёт на крыше — фрекен Бок
- 2005 — Агенты 008: Месть скарабея — Продавщица сдобы в парке
- 2005 — Петька 6: Новая реальность